# NGC 4141
NGC 4141 este o galaxie spirală situată în constelația Ursa Mare. A fost descoperită în 17 aprilie 1789 de către William Herschel. Se află la o distanță de 44,06 de megaparseci de Pământ.